# Liste der Monuments historiques in Bourdenay
Die Liste der Monuments historiques in Bourdenay führt die Monuments historiques in der französischen Gemeinde Bourdenay auf.

## Liste der Objekte
| Bezeichnung | Beschreibung            | Standort                       | Kennzeichnung | Schutzstatus | Datum | Bild |
| ----------- | ----------------------- | ------------------------------ | ------------- | ------------ | ----- | ---- |
| Kruzifix    | Bronze, 14. Jahrhundert | in der Kirche St-Privat (Lage) | PM10002714    | Classé       | 1908  |      |